# حقائق عن قضية إم فالديمار

«حقائق عن قضية إم فالديمار» (بالإنجليزية: The Facts in the Case of M. Valdemar)‏ هي قصة قصيرة كتبها الكاتب الأمريكي إدغار ألان بو عن منوم مغناطيسي يضع رجلا في حالة تنويم معلقة في لحظة الموت. تعتبر القصة مثالا على حكايات التشويق والرعب، بل تعتبر خدعة إلى درجة ما، فقد تم نشرها دون إيضاح كونها خيالية، ورأى كثير من الناس في زمن النشر (1845) أنها سجل حقيقي. استغل بو هذا الأمر لبعض الوقت قبل ان يعترف أنه عمل من وحي الخيال.

## ملخص القصة
يقدم الراوي حقائق الحالة الاستثنائية لصديقه إرنست فالديمار التي تطلبت وجود مناقشة عامة. إنه مهتم بالتنويم المغناطيسي، وهو عبارة عن علم زائف يوصل المريض إلى حالة من التنويم المغناطيسي عن طريق تأثير المغناطيسية الحيوانية، وهي عملية تطورت لاحقًا إلى ما يُعرف باسم التنويم الإيحائي. يشير إلى أنه، وبحسب معرفته، ما من أحد نُوِّم مغناطيسيًا حتى الموت، ويدفعه فضوله لمعرفة تأثيرات التنويم المغناطيسي على الميت. يفكر في إجراء تجربة على فالديمار، وهو كاتب نومه مغناطيسيًا من قبل، وشُخصت إصابته بمرض السل منذ مدة قصيرة.
يوافق فالديمار على إجراء التجربة ويبعث برسالة إلى الراوي مخبرًا إياه أن الطبيب يتوقع وفاته عند منتصف الليلة التالية. يُعلِم الطبيبان المعالجان لفالديمار الراوي بالحالة الصحية السيئة لمريضهما. بعد أن يتأكد الراوي مرة أخرى أن فالديمار ينوي المشاركة في التجربة، يعود في الليلة التالية ومعه ممرضتان وطالب طب كشهود. يصر فالديمار مرة أخرى على نيته في المشاركة في التجربة ويطلب من الراوي الاستعجال خوفًا من «التأجيل لفترة طويلة». يُنوَّم فالديمار مغناطيسيًا بسرعة، ويعود الطبيبان ليلعبا دور شاهدين إضافيين. يبلغهم أولًا وهو في حالة سُبات أنه يموت، ومن ثم يخبرهم أنه مات. يتركه الراوي وهو مُنوَّم مغناطيسيًا لمدة 7 أشهر، ويتفقده يوميًا بمساعدة الطبيبين وبعض الأصدقاء. طوال تلك الفترة، لا ينبض قلب فالديمار، ولا يتنفس بشكل ملموس، وتكون بشرته باردة وشاحبة.
أخيرًا، يحاول الراوي إيقاظ فالديمار، ويسأل أسئلة يحاول فالديمار الإجابة عليها بصعوبة لأنه صوته يخرج من حنجرته ولسانه المتدلي بينما تكون شفتاه وفكاه باردين كالأموات. يتضرع فالديمار للراوي وهو في حالة بين الغيبوبة واليقظة ليعيده إلى سباته أو يوقظه بسرعة. وبينما يصرخ فالديمار «ميت! ميت!» بشكل متكرر، يبدأ الراوي في إيقاظه من حالة السبات، ليتعفن جسده بالكامل مباشرة متحولًا إلى «كتلة سائلة تقريبًا من العفونة الكريهة المقرفة».

## تلقيها من قبل القراء والتجاوب النقدي
اعتقد كثير من القراء أن القصة تقرير علمي. كتب روبرت كولير، معالج مغناطيسي إنجليزي يزور بوسطن، إلى بو قائلًا أنه قام بنفسه بشيء مشابه لإعادة إحياء رجل أُعلنت وفاته (كان الرجل في الواقع بحارًا ثملًا أُحيي بحمام ساخن). كتب كولير عن نجاح القصة في بوسطن قائلًا: «كُررت قصتك عن حالة السيد فالديمار على مستوى عالمي في هذه المدينة، وولدت إحساسًا عظيمًا». استخدم رجل إنجليزي آخر يدعى توماس ثاوس القصة كدراسة حالة في كتابه بعنوان التنويم المغناطيسي القديم وعلاقته السامية بالإنسانية (بالإنجليزية: Early Magnetism in its Higher Relations to Humanity) الذي نُشر عام 1846. كتب طالب طب يُدعى جورج سي. إيفيليث إلى بو قائلًا: «أعتقد بشدة أن الأمر صحيح، ولكن دعني أخبرك بأنه تراودني شكوك قوية بأن الأمر لا يتعدى كونه خدعة ما». كتب قارئ اسكتلندي يُدعى أركيبالد رامزي إلى بو قائلًا: «انطلاقًا من كوني أؤمن بالتنويم المعناطيسي» يسأله عن القصة: «لكنها تصف بالتفصيل أكثر الظروف استثنائية»، كتب ذلك خوفًا من اعتبار الأمر خدعة. وطلب إجابة من بو نفسه قائلًا: «بحق العلم والحقيقة». كان رد بو كالتالي: «الكلمة الأدق لوصف الأمر هو أنه خدعة...يصدقها البعض- لكنني لا أصدقها- ولا تصدقها أنت أيضًا». تلقى بو العديد من الرسائل المشابهة، وأجاب على إحداها التي أرسلها أحد أصدقائه قائلًا: «ملاحظة: كانت حالة فالديمار خدعة بالطبع».